# Jekyll
Jekyllは、個人、プロジェクト又は組織のサイト向けの、簡単で、ブログのような静的サイトジェネレーターである。
GitHubの共同創業者であるトム・プレストン・ワーナーによって開発が開始され、Rubyで記述されており、自由ソフトウェアライセンスのMIT Licenseの条件に基づいて配布されている。

## 歴史
Jekyllは、2008年にトム・プレストン・ワーナーによって開発が開始され、後に開発は新たなメンテナであるParker Mooreに引き継がれ、彼はバージョン1.0.0のリリースに取り組んだ。
Jekyllの登場は、ウェブ開発での静的ウェブサイトの人気の復活に繋がった。
2017年の時点で、GitHubで採用されていることなどから、Jekyllは最も人気のある静的サイトジェネレーターである。

## 特徴
Jekyllは、Markdown又はTextileとLiquidから、Apache HTTP Server、nginx又は別のWebサーバで直ぐに利用可能な完全な静的ウェブサイトを生成する。
Jekyllは静的サイトジェネレーターなので、動的ページの生成のためにデータベースを利用することはない。
Jekyllはデータベースの代わりに、YAML、JSON、CSV及びTSVファイルからのコンテンツの読み込みに対応している。
これらのDataファイル内のコンテンツには、Liquid templating systemを介してアクセスすることができる。
Jekyllは、GitHubが提供している静的ウェブページのためのホスティングサービスであるGitHub Pagesのバックエンドのエンジンである。
Jekyllは、BootstrapやSemantic UIなどのフロントエンドフレームワークと組み合わせて利用することができる。
Jekyllによるサイトは、CloudCannon、Forestry、Netlify又はSiteleafなどのクラウドベースのコンテンツ管理システムに接続することができるので、コンテンツの編集者はコーディングの方法を知らなくてもサイトのコンテンツを変更することができる。

## Jekyllの哲学
Jekyll does what you tell it to do — no more, no less. It doesn't try to outsmart users by making bold assumptions, nor does it burden them with needless complexity and configuration. Put simply, Jekyll gets out of your way and allows you to concentrate on what truly matters: your content.—